# Opstandingskerk (Treebeek)
De Opstandingskerk is een Nederlands Gereformeerd kerkgebouw in Treebeek in de gemeente Brunssum in de Nederlandse provincie Limburg. De kerk staat aan de Dominee Boumastraat en Zonnestraat aan de zuidoostkant van Treebeek.
De naam van de kerk verwijst naar de Opstanding van Jezus Christus.

## Geschiedenis
Op 13 maart 1921 werd er een noodkerk in gebruik genomen, tegenover de in 1954 in gebruik genomen kerk.
In januari 1953 begon de bouw, met een eerstesteenlegging op 1 april 1953, naar het ontwerp van architect B.W. Plooij uit Amersfoort.
Op 4 december 1953 werd de sleutel van de kerk overhandigd.

## Opbouw
Het niet-georiënteerde bakstenen gebouw is een zaalkerk gedekt door een zadeldak. Aan de zijkant heeft de kerk segmentboogvensters. Aan de voorzijde heeft de kerk een inpandige narthex.